# Stay with The Hollies
Stay with The Hollies è il primo album in studio del gruppo musicale britannico The Hollies, pubblicato nel 1964.

## Tracce
Side 1
1. Talking 'bout You – 2:09 (Chuck Berry)
2. Mr. Moonlight – 2:05 (Roy Lee Johnson)
3. You Better Move On – 2:46 (Arthur Alexander)
4. Lucille – 2:27 (Al Collins, Little Richard)
5. Baby Don't Cry – 2:06 (Tony Hiller, Perry Ford)
6. Memphis – 2:34 (Chuck Berry)
7. Stay – 2:13 (Maurice Williams)

Side 2
1. Rockin' Robin – 2:17 (Jimmie Thomas)
2. Whatcha Gonna Do 'bout It? – 2:20 (Gregory Carroll, Doris Payne)
3. Do You Love Me – 2:10 (Berry Gordy, Jr.)
4. It's Only Make Believe – 3:13 (Conway Twitty, Jack Nance)
5. What Kind of Girl Are You – 3:03 (Ray Charles)
6. Little Lover – 1:58 (Graham Nash, Allan Clarke)
7. Candy Man – 2:28 (Fred Neil, Beverly Ross)

## Versione statunitense
La versione statunitense del disco, intitolata Here I Go Again, è stata pubblicata nel 1964.

### Tracce
Side 1
1. Here I Go Again (Mort Shuman, Clive Westlake) – 2:19
2. Stay – 2:13
3. Lucille – 2:27
4. Memphis – 2:34
5. You Better Move On – 2:46
6. Talkin' 'bout You – 2:09

Side 2
1. Just One Look (Gregory Carroll, Doris Payne) – 2:31
2. Keep Off That Friend of Mine (Bobby Elliott, Tony Hicks) – 2:10
3. Rockin' Robin – 2:17
4. Do You Love Me – 2:10
5. What Kind of Girl Are You – 3:03
6. It's Only Make Believe – 3:13

## Formazione
- Allan Clarke – voce
- Tony Hicks – chitarra, voce
- Graham Nash – chitarra, voce
- Bobby Elliott – batteria, percussioni
- Eric Haydock – basso